# The Future Dead
The Future Dead is een Belgische band uit Gent rond zanger en liedjesmaker Pieter Desmyter.
De band speelde onder meer op het Boomtown Festival.

## Discografie
- 2011 Ways of new amusement (Go to bed / Vynilla Records)
- 2013 The future is dead (Gnar)
- 2015 Feelings (Gnar)